# Alburnus battalgilae
Alburnus battalgilae är en fiskart som beskrevs av Özulug och Jörg Freyhof 2007. Alburnus battalgilae ingår i släktet Alburnus och familjen karpfiskar. Inga underarter finns listade i Catalogue of Life.